# Frederik van Iterson
Frederik Karel Theodoor van Iterson (Roermond, 12 maart 1877 - 's-Gravenhage, 11 december 1957) was hoogleraar werktuigbouwkunde en directeur van de Nederlandse Staatsmijnen. 

## Levensloop
Van Iterson, zoon van Gerrit van Iterson en Aghate Henriette van Woelderen, werd geboren in Roermond waar zijn vader als inspecteur werkzaam was. Na de HBS te 's-Gravenhage studeerde Van Iterson  werktuigbouwkunde aan de Polytechnische school te Delft, waar hij in 1899 het ingenieursdiploma behaalde. 
Van Iterson begon zijn loopbaan bij de Werf Conrad te Haarlem, een machinefabriek en scheepswerf, waar ook baggerwerkzaamheden werden uitgevoerd. Hier deed hij de nodige praktische ervaring op, die hij op de studie had ontbeerd. Voor het bedrijf was hij onder andere betrokken bij baggerwerkzaamheden aan de monding van de Guadalquivir in Spanje. In 1903 begon hij bij de Gemeentewerken in Den Haag, waar hij na twee jaar overstapte naar de Gasfabriek van Den Haag.
In 1910 werd Van Iterson aan de Technische Hogeschool in Delft tot hoogleraar toegepaste mechanica benoemd, en drie jaar later, in 1913, werd hij benoemd tot directeur van de Staatsmijnen. Hij combineerde dit met een bijzonder hoogleraarschap in Delft en aan de nieuwe Nederlandsche Handels-Hoogeschool te Rotterdam. Daar kreeg hij een aanstelling als buitengewoon hoogleraar voor hoofdstukken uit de warenkennis, en werd geassisteerd door Pieter Eduard Verkade.
Na de Tweede Wereldoorlog was hij betrokken bij de wederopbouw door de oprichting van industrieel adviesbureau Tebodin.
Van Iterson ontving in 1930 een eredoctoraat van de TH Delft, en in 1931 de Conrad-medaille van het Koninklijk Instituut van Ingenieurs (KIVI). In 1934 werd hij benoemd tot lid van de Koninklijke Nederlandse Akademie van Wetenschappen (KNAW).

## Werk

### Toegepaste mechanica in Delft
Van Iterson begon zijn hoogleraarschap in Delft met zijn inaugurele rede met de titel "de leer der sterkteberekeningen, en haar waarde voor de vorming van den ingenieur". In deze rede stelt hij dat de gangbare wiskundige beschrijving van spanningsverdeling in constructies onbruikbaar zijn voor de technicus, daar ze onvoldoende rekening houden met de complexe praktijk.
Volgens Van Tijen (1958) pleitte Van Iterson 
... voor onderzoekingen in beproevingslaboratoria, sindsdien op zo uitvoerige wijze verwezenlijkt. Reeds vestigt hij de aandacht op het vloeien van taaie materialen, en op de daardoor ontstaande veel gunstiger spanningsverdeling. Dit vraagstuk zal hem gedurende zijn gehele verdere loopbaan blijven bezig houden, en, in het laatst van zijn leven, in zijn standaardwerk Plasticiteitsleer, een afsluiting vinden. Toch acht hij de beheersing van de theoretische beschouwingen en rekenwijzen onontbeerlijk voor de werktuigkundige ingenieur, zonder welke die 'zelfs versierd met het ingenieursdiploma, zich op de fabriek niet zal kunnen handhaven'.

### Ontwerp van koeltorens

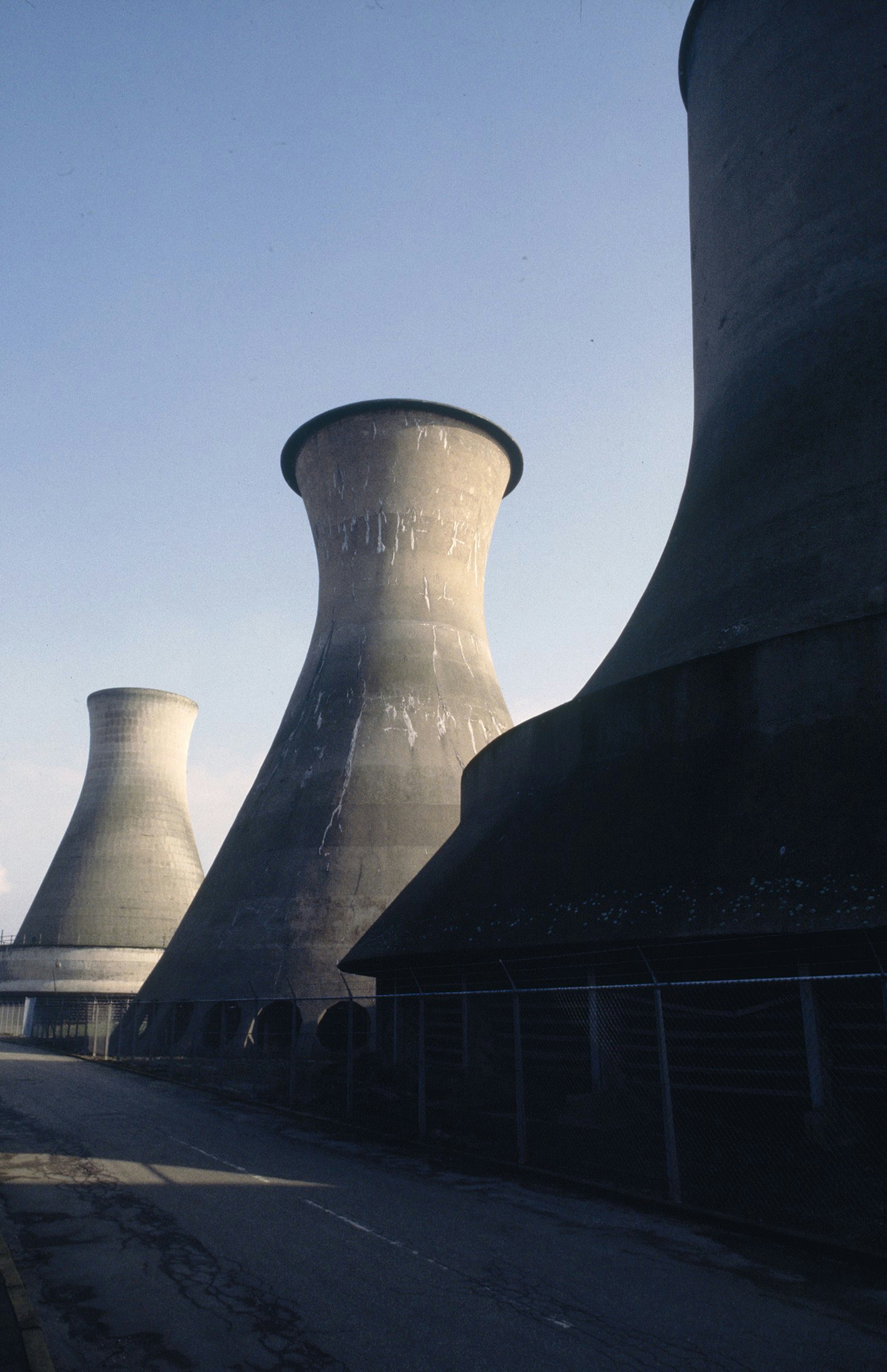
De inmiddels gesloopte Van Itersonkoeltorens van de Staatsmijn Emma.

Van Iterson verwierf internationale faam met zijn ontwerp voor een koeltoren die een zelfdragende constructie van gewapend beton heeft. De hyperboloïde vorm van de constructie zorgt voor een zelfdragende structuur en voor een natuurlijke trek in de "schoorsteen". De eerste koeltorens van dit type werden in 1918 bij de staatsmijn Emma in gebruik genomen, en stonden model voor bet logo van de Staatsmijnen. Alhoewel ze tot rijksmonument waren verklaard, werden ze abusievelijk in 1985 gesloopt.

## Publicaties
- Prof. Ir. F.K.T. van Iterson (1926), Drukverlies in leidingen en in stoomleidingen in het bijzonder.
- Frederik Karel Theodoor van Iterson (1947), Plasticity in engineering.
- J.P. Minkelers & F.K.T. van Iterson. J. P. Minckelers, 1748-1948 : herdenking te Maastricht op zondag 19 december 1948. Programma van de Minckelers-herdenkingsplechtigheden op Zondag 19 December 1948 te Maastricht. Maastricht : Van Aelst, 1948.